# IV Армейские международные игры

Государства участники игр 2018 года

IV Армейские международные игры «АрМИ-2018» проходили с 28 июля по 11 августа 2018 года. Конкурсы «АрМИ-2018» были организованы на территории 7 государств: России, Азербайджана, Армении, Белоруссии, Ирана, Казахстана и Китая.
На территории России прошли 17 конкурсов. На территории КНР прошли 4 конкурса: «Суворовский натиск», «Безопасный маршрут», «Морской десант» и «Чистое небо». На территории Республики Казахстан были организованы конкурсы «Мастера артиллерийского огня», «Уверенный приём» и «Соколиная охота», в Белоруссии — «Снайперский рубеж», в Азербайджане — «Кубок моря», в Армении — «Воин содружества», а в Иране — «Глубина».
Команды Алжира, Вьетнама, Мьянмы, Пакистана, Судана и Филиппин впервые приняли участие в Армейских международных играх. Всего в играх «АрМИ-2018» участвовали 189 команд из 32 государств.

## Участники
Вооружённые силы, ранее участвовавшие на АрМИ
- Азербайджан
- Ангола
- Армения
- Бангладеш
- Беларусь
- Венесуэла
- Греция
- Египет
- Зимбабве
- Израиль
- Индия
- Иран
- Казахстан
- Кыргызстан
- Китай
- Кувейт
- Лаос
- Марокко
- Монголия
- Россия
- Сербия
- Сирия
- Таджикистан
- Уганда
- Узбекистан
- ЮАР

Дебют
- Алжир
- Вьетнам
- Мьянма
- Судан
- Филиппины

Возвращение
- Пакистан

Отказ
- Никарагуа
- Таиланд

Наблюдатели
- Индонезия
- Катар

## Конкурсы
Число конкурсов по сравнению с III Армейскими международными играми «АрМИ-2017» увеличилось на 2 конкурса, ниже приведен полный список:
| Конкурс                           | Описание конкурса | Дата проведения      | Место проведения конкурса                   | Количество стран | Участники конкурса | Призеры                                                  |
| --------------------------------- | --- | -------------------- | ------------------------------------------- | ---------------- | --- | -------------------------------------------------------- |
| Танковый биатлон                  | Чемпионат мира среди танковых экипажей | 28 июля — 11 августа | Московская область, Полигон «Алабино»       | 22               | Азербайджан · Ангола · Армения · Беларусь · Венесуэла · Вьетнам · Зимбабве · Индия · Иран · Казахстан · Кыргызстан · Китай · Кувейт · Лаос · Монголия · Мьянма · Россия · Сербия · Сирия · Таджикистан · Уганда · ЮАР | Россия · Китай · Беларусь                                |
| Суворовский натиск                | Конкурс среди экипажей боевых машин пехоты | 28 июля — 11 августа | Корла                                       | 6                | Беларусь · Зимбабве · Иран · Казахстан · Китай · Россия | Китай · Россия · Иран                                    |
| Снайперский рубеж                 | Конкурс между снайперскими парами | 28 июля — 9 августа  | Брест                                       | 18               | Азербайджан · Армения · Бангладеш · Беларусь · Венесуэла · Зимбабве · Иран · Казахстан · Кыргызстан · Китай · Марокко · Мьянма · Монголия · Пакистан · Россия · Сирия · Узбекистан · Филиппины                        | Беларусь · Казахстан · Россия · Китай                    |
| Безопасный маршрут                | Конкурс среди инженерных подразделений | 29 июля — 11 августа | Корла                                       | 3                | Китай · Россия · Узбекистан | Китай · Россия · Узбекистан                              |
| Мастер-оружейник                  | Конкурс среди специалистов по ремонту ракетно-артиллерийского вооружения                                                                                             | 29 июля — 5 августа  | Пенза                                       | 6                | Армения · Иран · Казахстан · Китай · Россия · Узбекистан | Россия · Казахстан · Узбекистан                          |
| Чистое небо                       | Конкурс между расчётами зенитных артиллерийских и зенитных ракетных подразделений                                                                                    | 29 июля — 11 августа | Корла                                       | 7                | Беларусь · Венесуэла · Египет · Китай · Пакистан · Россия · Узбекистан | Китай · Египет · Венесуэла                               |
| Отличники войсковой разведки      | Соревнование разведывательных отделений | 28 июля — 9 августа  | Новосибирск                                 | 8                | Армения · Беларусь · Зимбабве · Казахстан · Китай · Россия · Судан · Узбекистан | Россия · Китай · Узбекистан                              |
| Инженерная формула                | Конкурс среди экипажей инженерных машин | 1 — 5 августа        | Волгоградская область, Волжский             | 5                | Беларусь · Китай · Пакистан · Россия · Сербия | Россия · Китай · Беларусь · Сербия                       |
| Безопасная среда                  | Конкурс среди экипажей радиационной, химической и биологической разведки войск РХБ защиты                                                                            | 28 июля — 4 августа  | Кострома                                    | 6                | Армения · Беларусь · Египет · Иран · Китай · Россия | Россия · Беларусь · Китай                                |
| Рембат                            | Конкурс среди экипажей танкотехнического обеспечения | 29 июля — 4 августа  | Омск                                        | 2                | Китай · Россия | Россия · Китай                                           |
| Открытая вода                     | Конкурс среди понтонно-переправочных подразделений | 31 июля — 3 августа  | Владимирская область, Муром                 | 2                | Китай · Россия | Россия · Китай                                           |
| Эльбрусское кольцо                | Соревнование между военнослужащими горных подразделений | 28 июля — 10 августа | Кабардино-Балкарская Республика, Терскол    | 7                | Индия · Иран · Казахстан · Китай · Марокко · Россия · Узбекистан | Россия · Китай · Казахстан                               |
| Верный друг                       | Конкурс среди специалистов служебного собаководства | 28 июля — 5 августа  | Московская область, Княжево                 | 7                | Алжир · Беларусь · Египет · Иран · Китай · Россия · Узбекистан | Россия · Китай · Беларусь                                |
| Военно-медицинская эстафета       | Конкурс для военнослужащих на воинских должностях среднего медицинского персонала и младших медицинских специалистов войскового (флотского) звена медицинской службы | 30 июля — 9 августа  | Санкт-Петербург                             | 9                | Армения · Беларусь · Вьетнам · Зимбабве · Казахстан · Китай · Мьянма · Россия · Узбекистан | Россия · Китай · Казахстан                               |
| Полевая кухня                     | Конкурс между специалистами продовольственной службы | 28 июля — 9 августа  | Московская область, Полигон «Алабино»       | 12               | Азербайджан · Ангола · Армения · Беларусь · Вьетнам · Египет · Израиль · Казахстан · Китай · Монголия · Россия · Узбекистан                                                                                           | Россия · Китай · Казахстан                               |
| Мастера автобронетанковой техники | Соревнование среди экипажей автотехнического обеспечения | 6 — 7 августа        | Воронежская область, Острогожск             | 4                | Венесуэла · Египет · Китай · Россия | Россия · Китай · Венесуэла                               |
| Мастера артиллерийского огня      | Конкурс для артиллерийских расчётов | 1 — 9 августа        | Жамбылская область, Полигон «Гвардейский»   | 11               | Азербайджан · Беларусь · Венесуэла · Зимбабве · Иран · Казахстан · Кыргызстан · Россия · Сирия · Таджикистан · Узбекистан                                                                                             | Казахстан · Узбекистан · Беларусь · Россия · Азербайджан |
| Морской десант                    | Соревнование подразделений морской пехоты | 29 июля — 11 августа | Цюаньчжоу                                   | 6                | Венесуэла · Иран · Казахстан · Китай · Россия · Судан | Китай · Россия · Венесуэла                               |
| Кубок моря                        | Соревнование для экипажей надводных кораблей в Чёрном и Каспийском морях                                                                                             | 31 июля — 10 августа | Баку                                        | 4                | Азербайджан · Иран · Казахстан · Россия | Россия · Казахстан · Азербайджан · Иран                  |
| Авиадартс                         | Соревнование для лётных экипажей военно-воздушных сил | 29 июля — 11 августа | Рязанская область, Полигон «Дубровичи»      | 4                | Беларусь · Казахстан · Китай · Россия | Россия · Китай · Казахстан                               |
| Десантный взвод                   | Конкурс среди подразделений воздушно-десантных войск (аналогичных по предназначению подразделений)                                                                   | 28 июля — 8 августа  | Псковская область, Полигон «Струги Красные» | 10               | Алжир · Беларусь · Венесуэла · Иран · Китай · Марокко · Пакистан · Россия · Судан · ЮАР | Россия · Китай · Беларусь                                |
| Глубина                           | Конкурс среди расчётов водолазов | 1 — 9 августа        | Мазендеран, Ноушехр                         | 5                | Венесуэла · Иран · Россия · Сирия · ЮАР | Иран · Венесуэла · Россия · Сирия                        |
| Военное ралли                     | Марш армейских внедорожников протяженностью более 1000 километров)                                                                                                   | 29 июля — 4 августа  | Кызыл                                       | 4                | Египет · Китай · Россия · Узбекистан | Россия · Китай · Узбекистан                              |
| Дорожный патруль                  | Соревнование военной автоинспекции | 30 июля — 5 августа  | Московская область, Ногинск                 | 5                | Армения · Иран · Китай · Россия · Узбекистан | Россия · Китай · Узбекистан                              |
| Страж порядка                     | Соревнование военных полицейских с использованием полосы препятствий «Гонка героев»                                                                                  | 30 июля — 6 августа  | Московская область, Полигон «Алабино»       | 2                | Иран · Россия | Россия · Иран                                            |
| Воин содружества                  | Военно-профессиональное мастерство военнослужащих стран СНГ | 28 июля — 3 августа  | Тавушская область, Дилижан                  | 6                | Армения · Беларусь · Греция · Иран · Казахстан · Россия | Казахстан · Беларусь · Армения                           |
| Соколиная охота                   | Соревнования расчётов беспилотных летательных аппаратов | 1 — 9 августа        | Жамбылская область, Полигон «Гвардейский»   | 4                | Беларусь · Иран · Казахстан · Россия | Казахстан · Россия · Беларусь                            |
| Уверенный приём                   | Конкурс воинов-связистов | 1 — 9 августа        | Карагандинская область, Полигон «Ильинский» | 3                | Беларусь · Казахстан · Китай | Казахстан · Китай · Беларусь                             |

В 2018 году на IV Армейских международных играх «АрМИ-2018» конкурс Ключи от неба между расчётами зенитных ракетных войск был заменен конкурсом Уверенный приём между воинами-связистами
Примечание 1. Курсивом отмечены конкурсы, проводимые впервые в рамках Армейских международных игр. 

Примечание 2. Полужирным отмечены организаторы конкурса в рамках Армейских международных игр. 

Примечание 3. Полужирным курсивом выделены дебютанты Армейских международных игр.

## Галерея

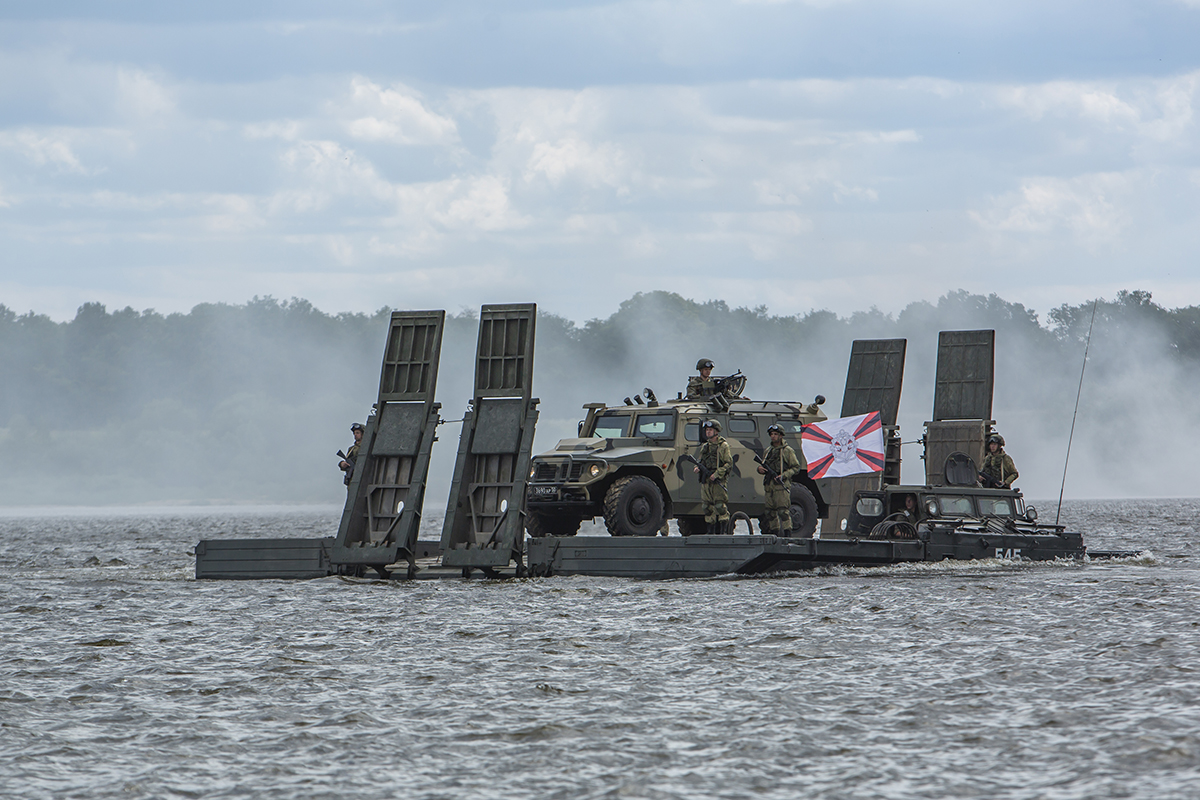
Бронеавтомобиль «Тигр» на паромно-мостовой машине ПММ-2М. Финал конкурса «Открытая вода».
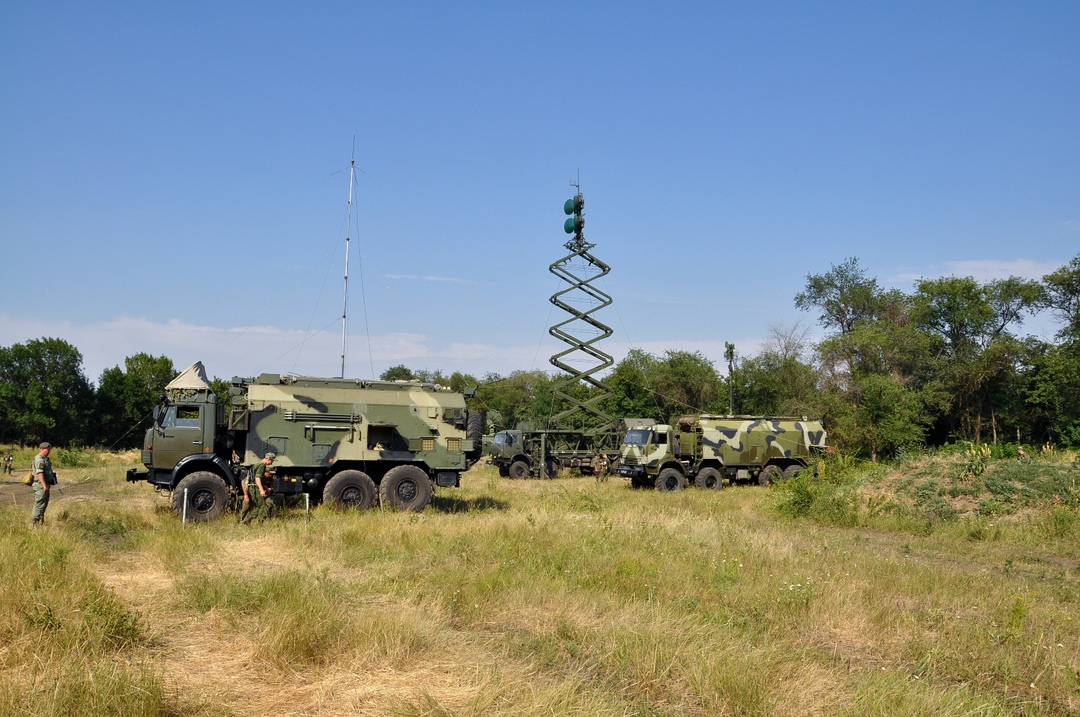
Телекоммуникационный комплекс П-260Т «Редут-2УС» на конкурсе полевой выучки «Уверенный приём» среди войск связи.
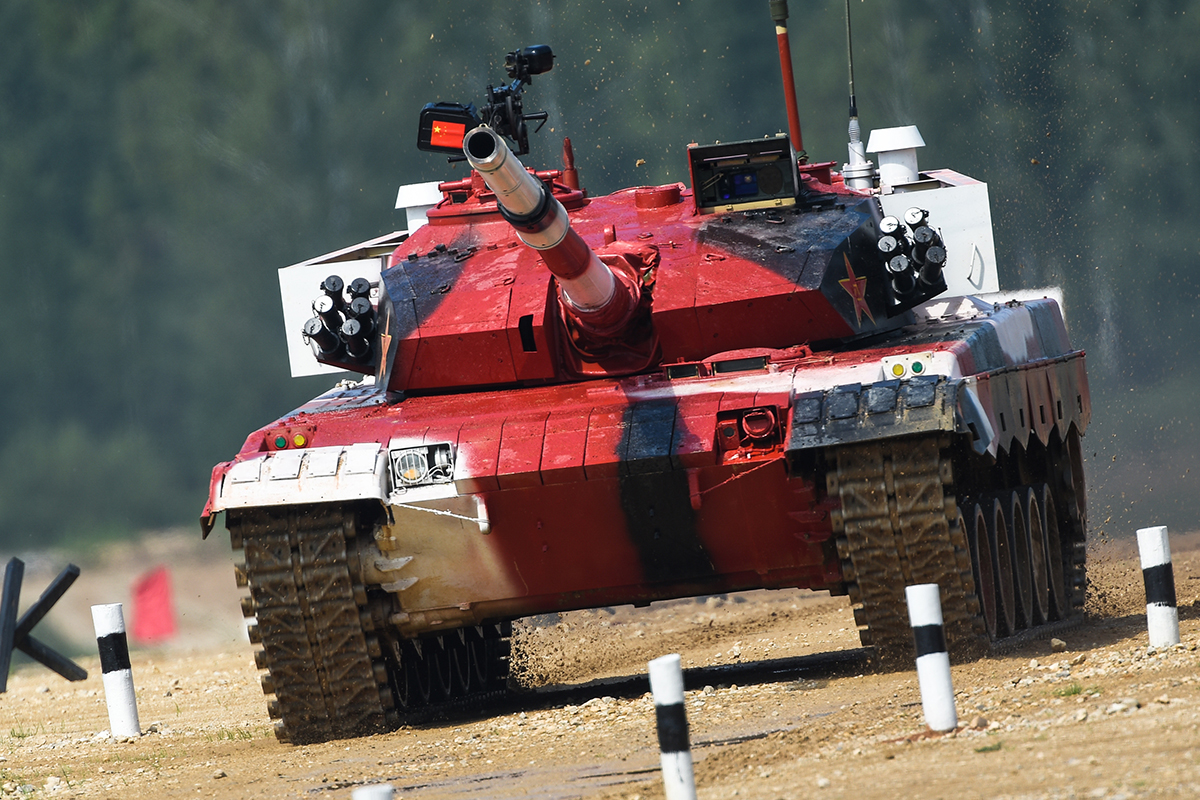
Танк Type 96B китайской команды в ходе Танкового биатлона.
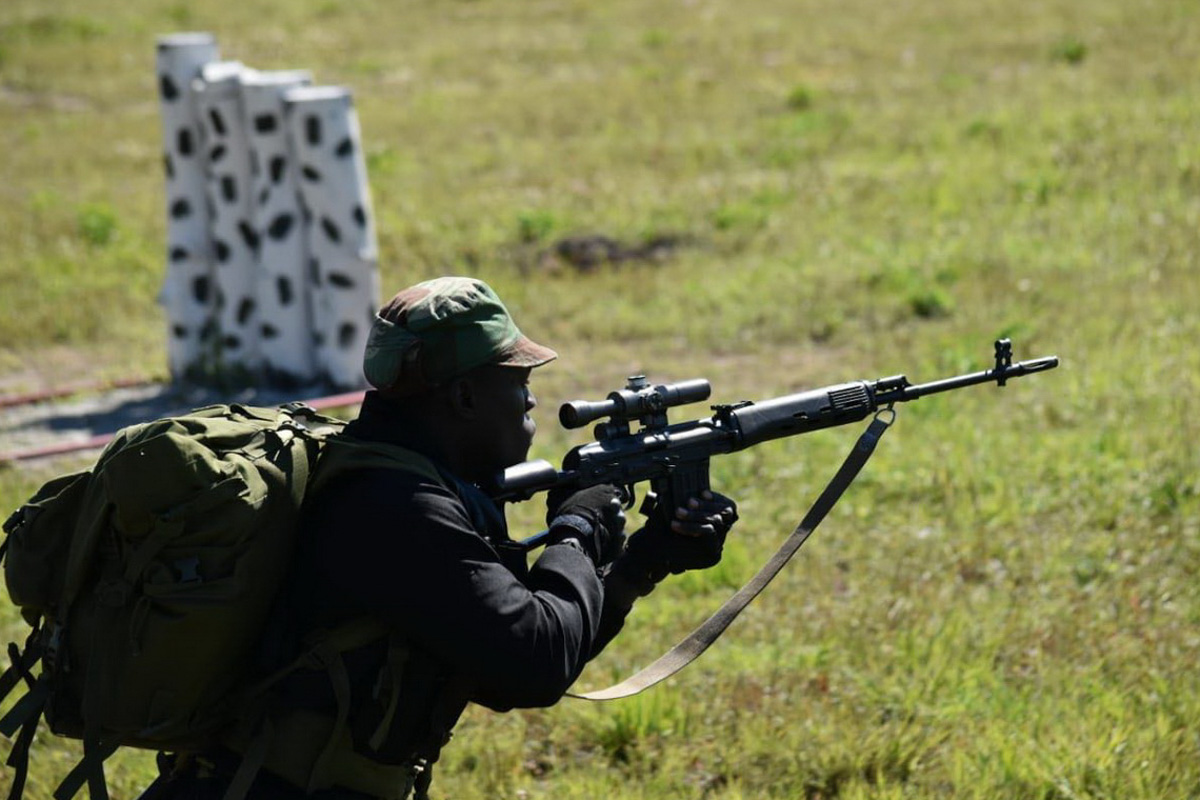
Индивидуальная стрельба из СВД на конкурсе «Отличники войсковой разведки».
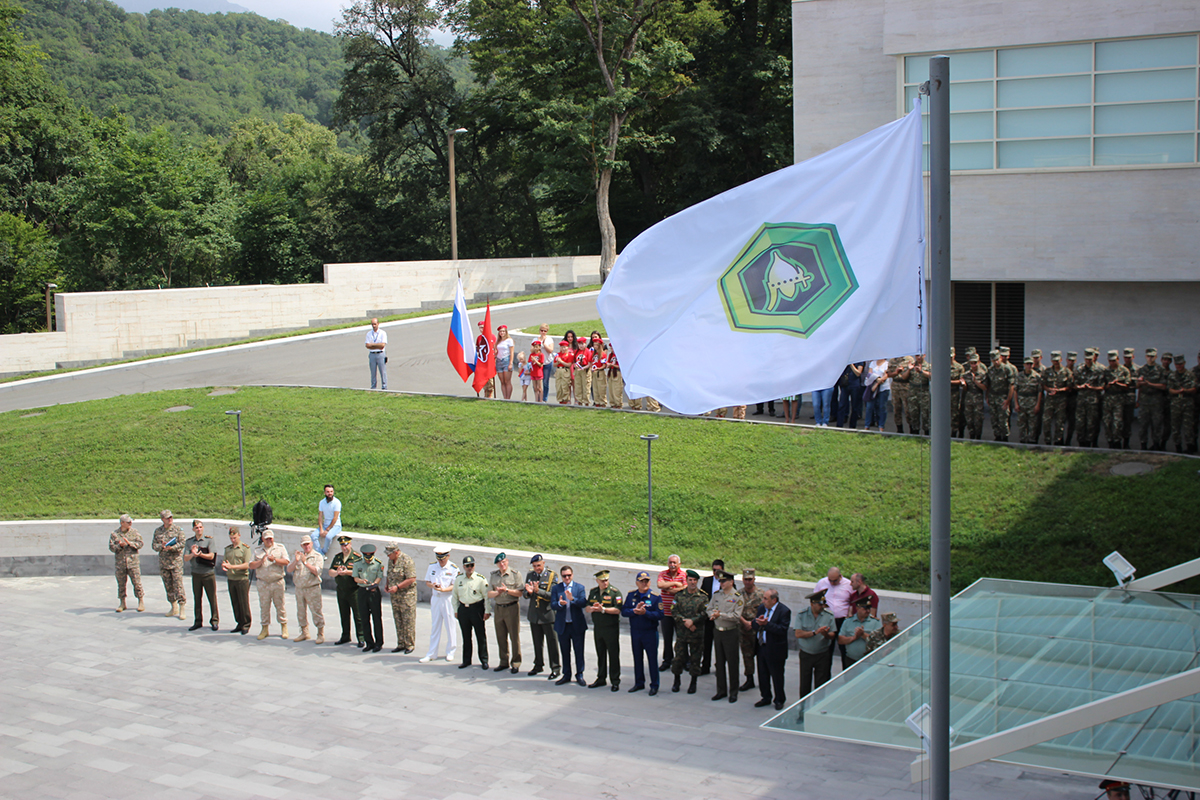
Открытие конкурса «Воин содружества».
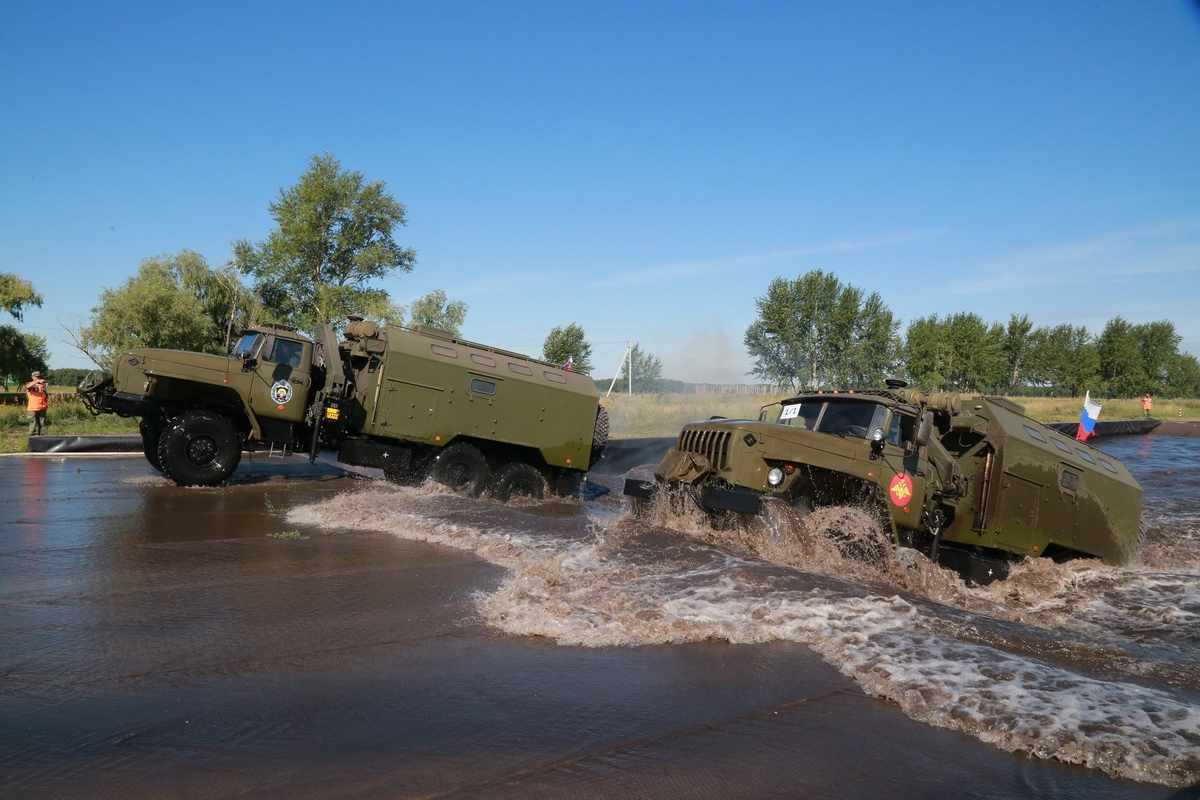
МТО-УБ1 на конкурсе «Рембат».
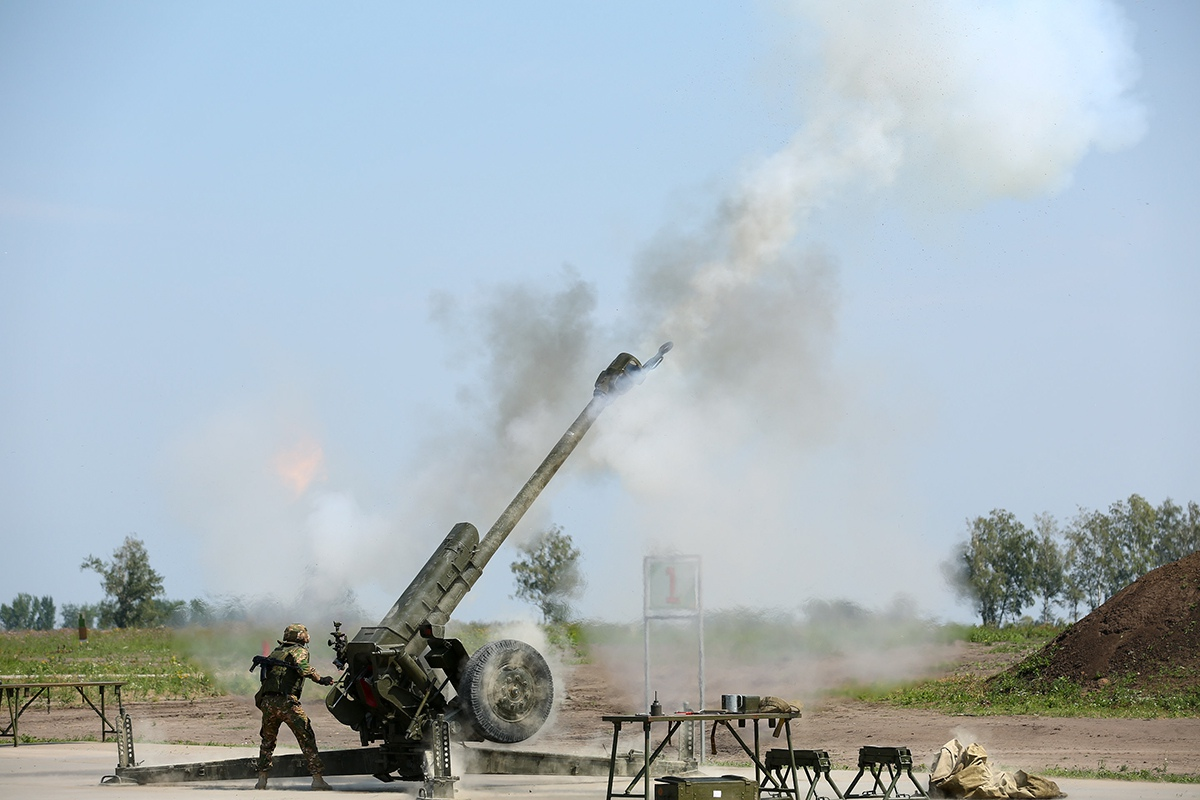
Стрельба из гаубицы Д-30 на конкурсе «Мастер-оружейник».
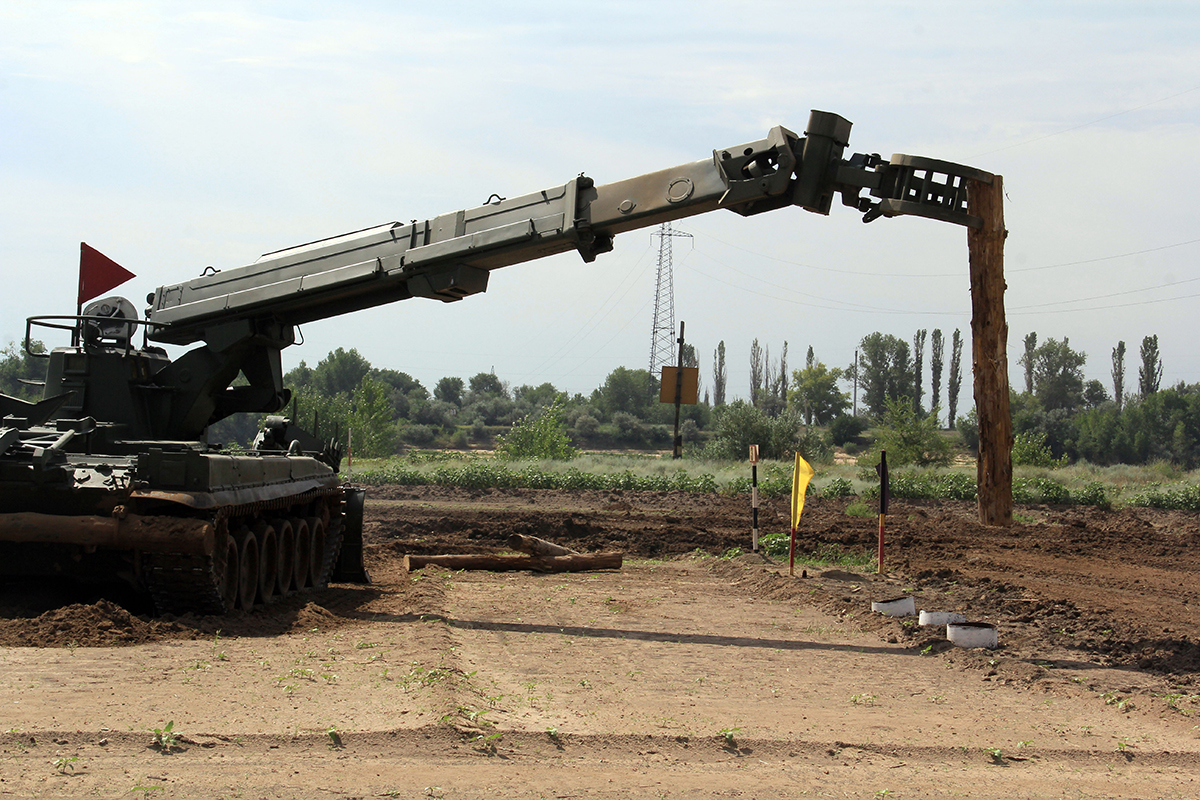
Инженерный танк ИМР-2 на гоночной трассе конкурса «Инженерная формула».
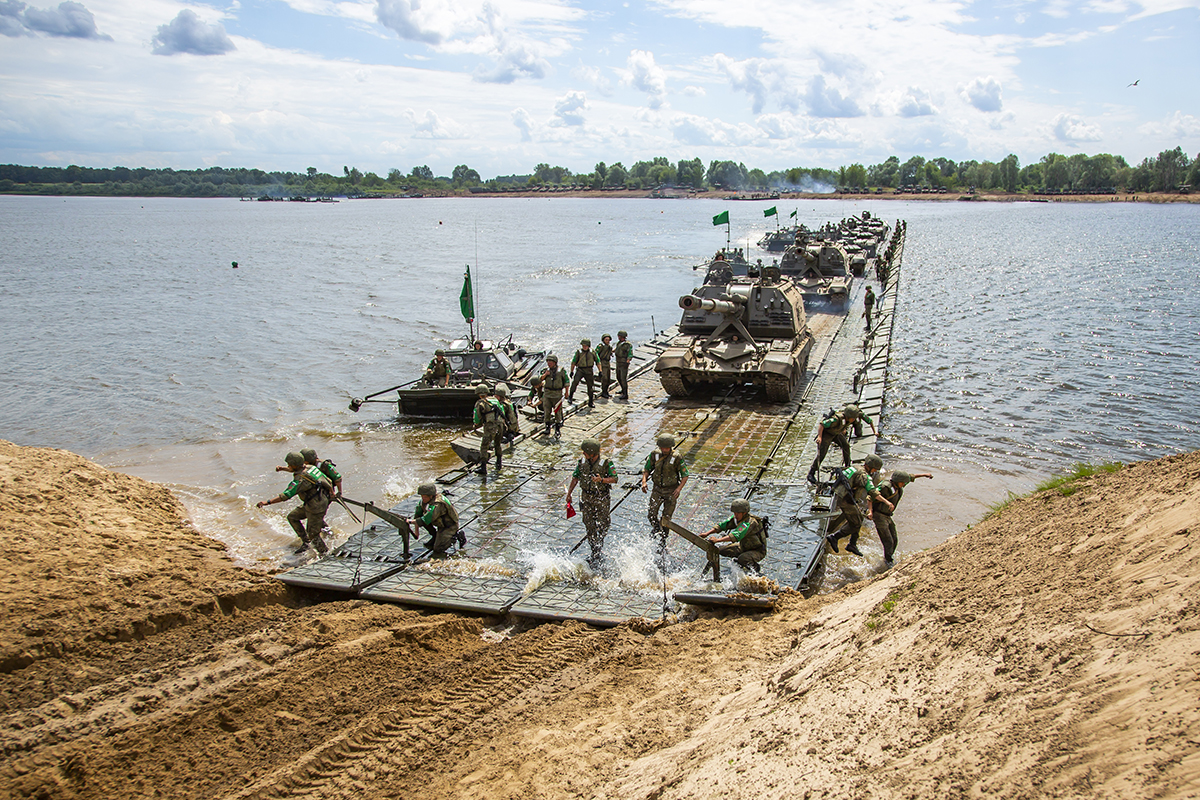
Финал конкурса понтонёров «Открытая вода».

## Страны-участницы
В играх приняли участие 189 команд из 32 государств: Азербайджан, Ангола, Алжир, Армения, Бангладеш, Белоруссия, Венесуэла, Вьетнам, Греция, Египет, Зимбабве, Израиль, Иран, Индия, Казахстан, Кувейт, Китай, Киргизия, Лаос, Мьянма, Марокко, Монголия, Пакистан, Россия, Сербия, Сирия, Судан, Таджикистан, Уганда, Узбекистан, Филиппины, ЮАР.

## Медальный зачет
| Команда     |    |    |   | Всего медалей |
| ----------- | -- | -- | - | ------------- |
| Россия      | 18 | 5  | 2 | 25            |
| Китай       | 4  | 15 | 2 | 21            |
| Казахстан   | 4  | 3  | 4 | 11            |
| Беларусь    | 1  | 4  | 5 | 10            |
| Иран        | 1  | 1  | 2 | 4             |
| Узбекистан  | 0  | 1  | 5 | 6             |
| Венесуэла   | 0  | 1  | 3 | 4             |
| Египет      | 0  | 1  | 0 | 1             |
| Азербайджан | 0  | 0  | 2 | 2             |
| Армения     | 0  | 0  | 1 | 1             |
| Сербия      | 0  | 0  | 1 | 1             |
| Сирия       | 0  | 0  | 1 | 1             |